# Adelson e Salvini
Adelson e Salvini es una ópera semiseria en tres actos con música de Vincenzo Bellini y libreto en italiano de Andrea Leone Tottola, basada en la novela de 1772 Épreuves du Sentiment de François-Thomas-Marie de Baculard d'Arnaud, y bebe en una obra previamente interpretada por Prospère Delamare. 

## Historia
La primera ópera de Bellini fue escrita como su proyecto final del conservatorio San Sebastiano de Nápoles, cuando el compositor tenía 23 años de edad. Era costumbre en el conservatorio presentar a los compositores prometedores al público con una obra dramática.  Bellini llamó a su proyecto opera semiseria y se estrenó en el Teatro del Conservatorio di San Sebastiano en Nápoles el 12 de febrero de 1825. Se emprendieron varias revisiones "con vistas a una representación profesional", pero nunca se representó.
Esta ópera rara vez se representa en la actualidad; en las estadísticas de Operabase no aparece entre las óperas representadas en el período 2005-2010.

## Personajes
| Personaje                    | Tesitura  | Reparto del estreno 12 de febrero de 1825 (Director: - ) |
| ---------------------------- | --------- | -------------------------------------------------------- |
| Nelly                        | soprano   | Giacinto Marras                                          |
| Fanny                        | contralto |                                                          |
| Madame Rivers                | contralto | Luigi Rotellini                                          |
| Salvini, amigo de Adelson    | tenor     | Leonardo Perugini                                        |
| Lord Adelson                 | barítono  | Antonio Manzi                                            |
| Struley                      | bajo      | Tálamo                                                   |
| Bonifacio, criado de Salvini | bajo      | Giuseppe Ruggiero                                        |
| Geronio                      | bajo      | Ciotola                                                  |

## Argumento
Lugar: Irlanda
Tiempo: siglo XVII
La historia se refiere a la amistad entre el anglo-irlandés Lord Adelson con un joven pintor italiano, Salvini, quien se enamora de Nelly, la bella prometida del poderoso y rico Adelson.  La trama se complica hasta un giro curiosamente homicida.

## Grabaciones
| Año  | Reparto (Salvini, Nelly, Adelosn, Fanny)                                       | Director, Teatro de ópera y orquesta | Sello discográfico                                                   |
| ---- | ------------------------------------------------------------------------------ | --- | -------------------------------------------------------------------- |
| 1985 | Bengt Gustavson, Carina Morling, Thomas Lander, Mario Macchi, Ingrid Tobiasson | Anders-Per Jonnson, Orquesta de la ópera de Estocolmo y el coro de cámara de Estocolmo Grabación en vivo                                                              | 3 LP records: Bongiovanni Cat: GB 2034-2036                          |
| 1992 | Bradley Williams, Alicia Nafé, Fabio Previati, Lucia Rizzi                     | Andrea Licata, Orquesta y coro EAR Teatro Massimo Bellini, Catania (Grabaciones en audio y vídeo de una representación (o de representaciones) en Catania, noviembre) | Audio CD: Nuova Era Cat: 7154-55 DVD: House of Opera, Cat: DVDCC 109 |